# Hjo Spritfabrik
Hjo Spritfabrik var en spritförädlingsfabrik i Hjo.
Hjo Spritfabrik grundades 1896 av Johan Andersson (1840–1921), som sedan 1874 ägde och drev Orrnäs säteri utanför Ödeshög. På gården tillverkades råsprit av potatis och säd, vilken tidigare levererades för förädling till John Anderssons Motala Spritfabrik. Andersson lät bygga en egen spritfabrik vid Bangatan i Nya staden i Hjo för sin råsprit och för förädling av råsprit från brännerier i Västergötland. Frakten över Vättern mellan Hästholmen och Hjo ombesörjdes från tidigt 1890-tal av Ångfartygs AB Hjo–Hästholmen med S/S Trafik.
Hjo spritfabrik byggdes i tegel i två våningar med mittdel på fyra våningar. Villa Sturehill vid Sturegatan 4 i samma kvarter, uppfördes 1906 som disponentbostad. Chef för spritfabriken blev Johan Anderssons son Karl Andersson. Företaget såldes 1910 till Reymersholms Spritförädlings AB, som förstatligades 1917 och uppgick i AB Spritcentralen. Tillverkningen upphörde under första hälften av 1920-talet.
Fabriksbyggnaden revs 1982 och ersattes av byggnadskomplexet Rödingen 1982–1986 med bostäder, servicehus och butiker.